# Верпийер-сюр-Урс
Верпийе́р-сюр-Урс (фр. Verpillières-sur-Ource) — коммуна во Франции, находится в регионе Шампань — Арденны. Департамент — Об. Входит в состав кантона Эссуа. Округ коммуны — Труа.
Код INSEE коммуны — 10404.
Коммуна расположена приблизительно в 190 км к юго-востоку от Парижа, в 105 км южнее Шалон-ан-Шампани, в 50 км к юго-востоку от Труа.

## Население
Население коммуны на 2008 год составляло 117 человек.
| 1962 | 1968 | 1975 | 1982 | 1990 | 1999 | 2008 |
| ---- | ---- | ---- | ---- | ---- | ---- | ---- |
| 98   | 115  | 99   | 99   | 101  | 121  | 117  |

## Администрация
| Период | Период | Фамилия        | Партия | Примечания |
| ------ | ------ | -------------- | ------ | ---------- |
| 2001   | 2008   | Розанна Сентра |        |            |
| 2008   |        | Первенш Нобили |        |            |

## Экономика
В 2007 году среди 72 человек в трудоспособном возрасте (15—64 лет) 50 были экономически активными, 22 — неактивными (показатель активности — 69,4 %, в 1999 году было 68,8 %). Из 50 активных работали 47 человек (27 мужчин и 20 женщин), безработных было 3 (0 мужчин и 3 женщины). Среди 22 неактивных 7 человек были учениками или студентами, 11 — пенсионерами, 4 были неактивными по другим причинам.

## Фотогалерея
- Церковь
- Карта коммуны